# NS Intercity Materieel

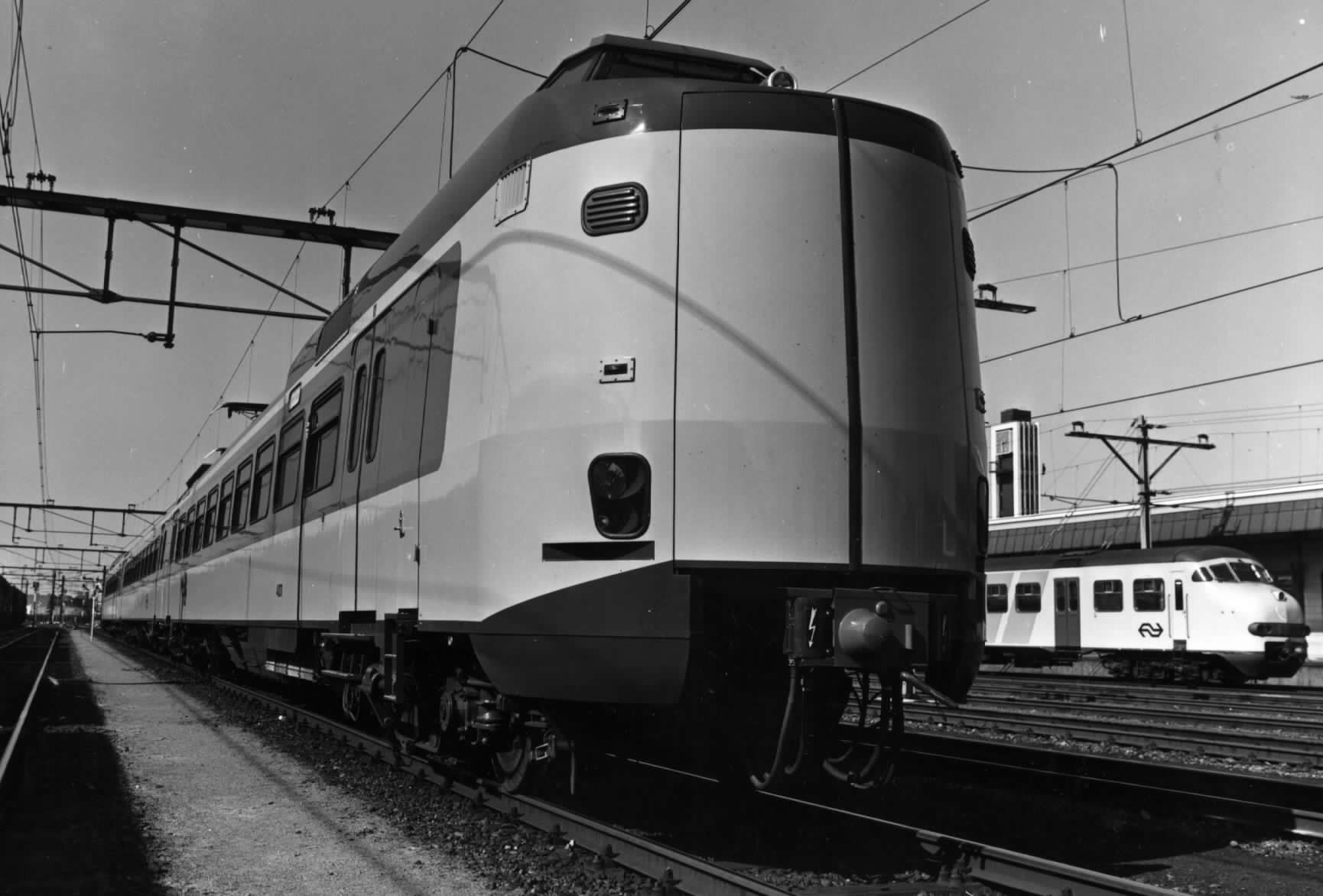
4001 em Venlo - Abril de 1977

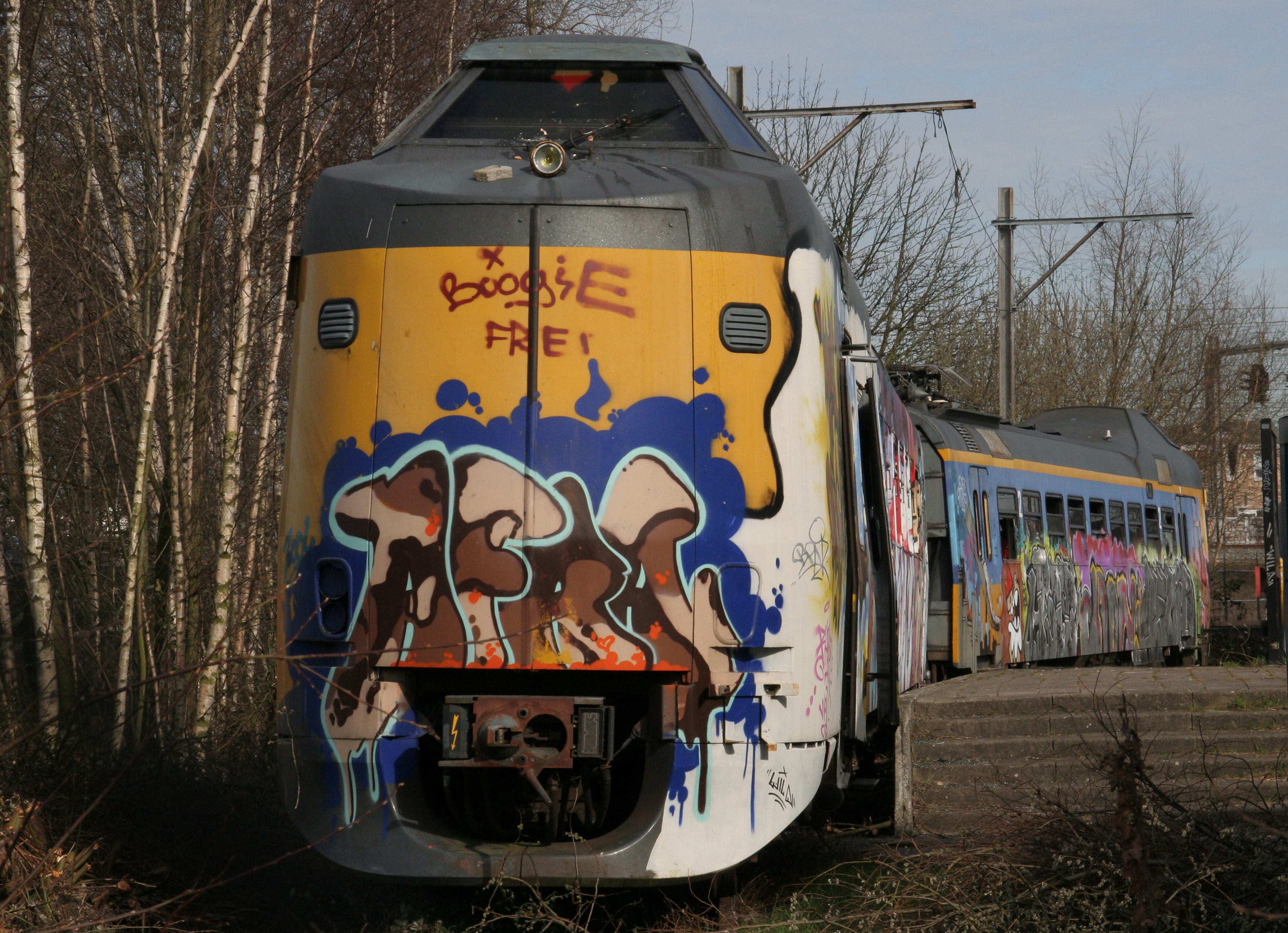
4005 abandonado em Utrecht - Março de 2009

O Intercity Materieel (trad. Automotora Intercidadades), com a sigla ICM, conhecido popularmente como o Koploper é um comboio elétrico (uma automotora, ou seja, um comboio sem locomotiva) operado pela Nederlandse Spoorwegen, a principal companhia dos caminhos de ferro holandeses.
Os protótipos foram construídos em 1976, e os comboios entraram em operação em 1977. Juntamente com os VIRM e os DDZ, os ICM são comboios comum para a operação dr serviços intercidades na Holanda.

## Informações Gerais
Os comboios ICM operam serviços de médio e de longo curso. A velocidade máxima em serviço é de 140km/h; mas o Koploper consegue atingir velocidades de 180km/h. As cabines dos maquinistas estão acima do teto, permitindo assim que houvessem passarelas entre as unidades dos comboios, mas estas passarelas foram removidas na renovação. A renovação começou em 2006 e foi concluída em 2011. Os ICMs têm compartimentos na secção da 1ª classe.

## Subséries

### ICM-0
Em 1977, um conjunto de protótipos com números 4001-4007 foram entregues à NS. Eles operaram serviços entre Eindhoven e Venlo e mais tarde entre Amesterdão e Nijmegen. Este conjunto foi aposentado em 2003, porque eram muito caros para manter em serviço.

### ICM-1 e ICM-2
Estes foram numerados 4011-4097 e foram introduzidos em 1983. Todos foram entregue em 1990. Estes foram ajustados para remover os problemas dos ICM-0. As unidadedes 4051-4097 são controladas através de Thyristor. Em 2024, a unidade 4011 foi retirada do serviço e dada ao Museu Ferroviário holandês. 

### ICM-3 e ICM-4
Entre 1990 e 1994, 50 comboios de 4 carruagens cada foram entregues, com números 4201-4250. Entre 1996 e 2007, a unidade 4231 teve uma carruagem inteira convertida para 1ª classe, e teve a sua designação mudada para 4444. Este comboio só operou 1 vez por dia entre Groninga e Haia. Desde então, foi convertida para uma carruagem normal. Continuou a ser designada 4444 até 2011, quando passou a receber a antiga designação de 4231.

## Passarela

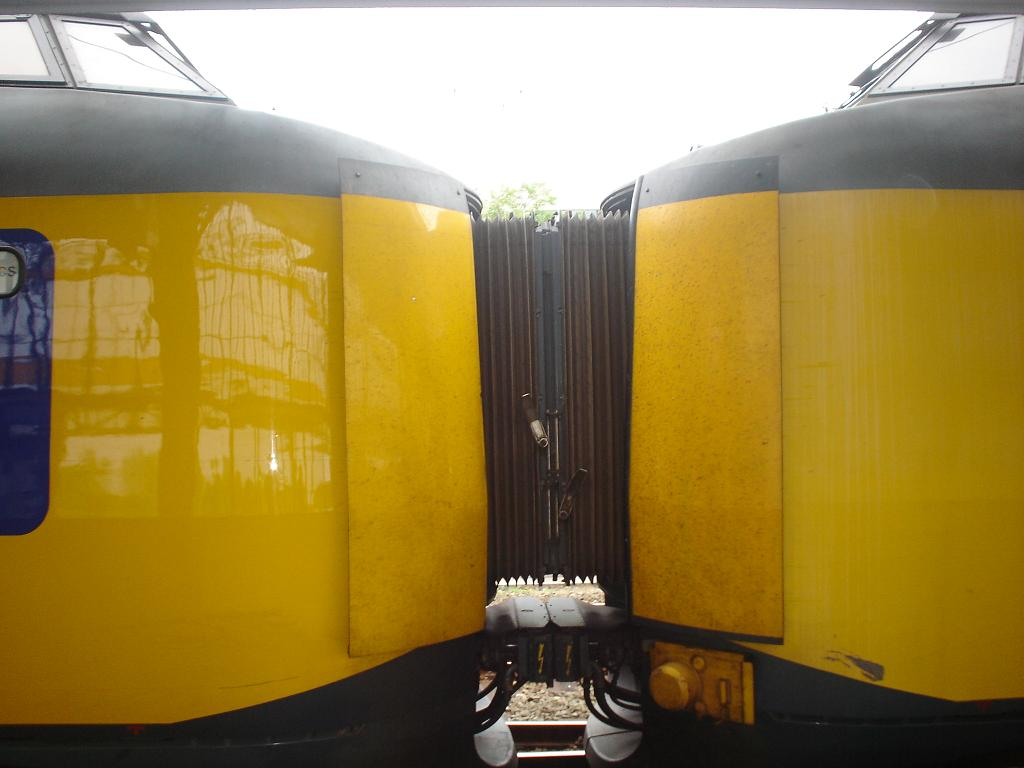
A passarela em operação, antes da renovação

O nome Koploper significa "passarela pela frente" e é uma referência à passarela que tinha à frente do comboio (por baixo da cabine do maquinista). Quando duas unidades juntávam-se, as portas à frente do comboio abriam e uma passarela aparecia. Este sistema permitiu que passageiros passasem de uma unidade para a outra. A partir de 2005, estas passarelas deixaram de ser usadas, porque tinham graves problemas técnicos que faziam com que os comboios chegassem atrasados ao seu destino. Em 2006, na renovação, estas passarelas foram fechadas permanentemente e as portas á frente foram substituídas por uma placa leve de Polyester.

## Remodelação e renovação

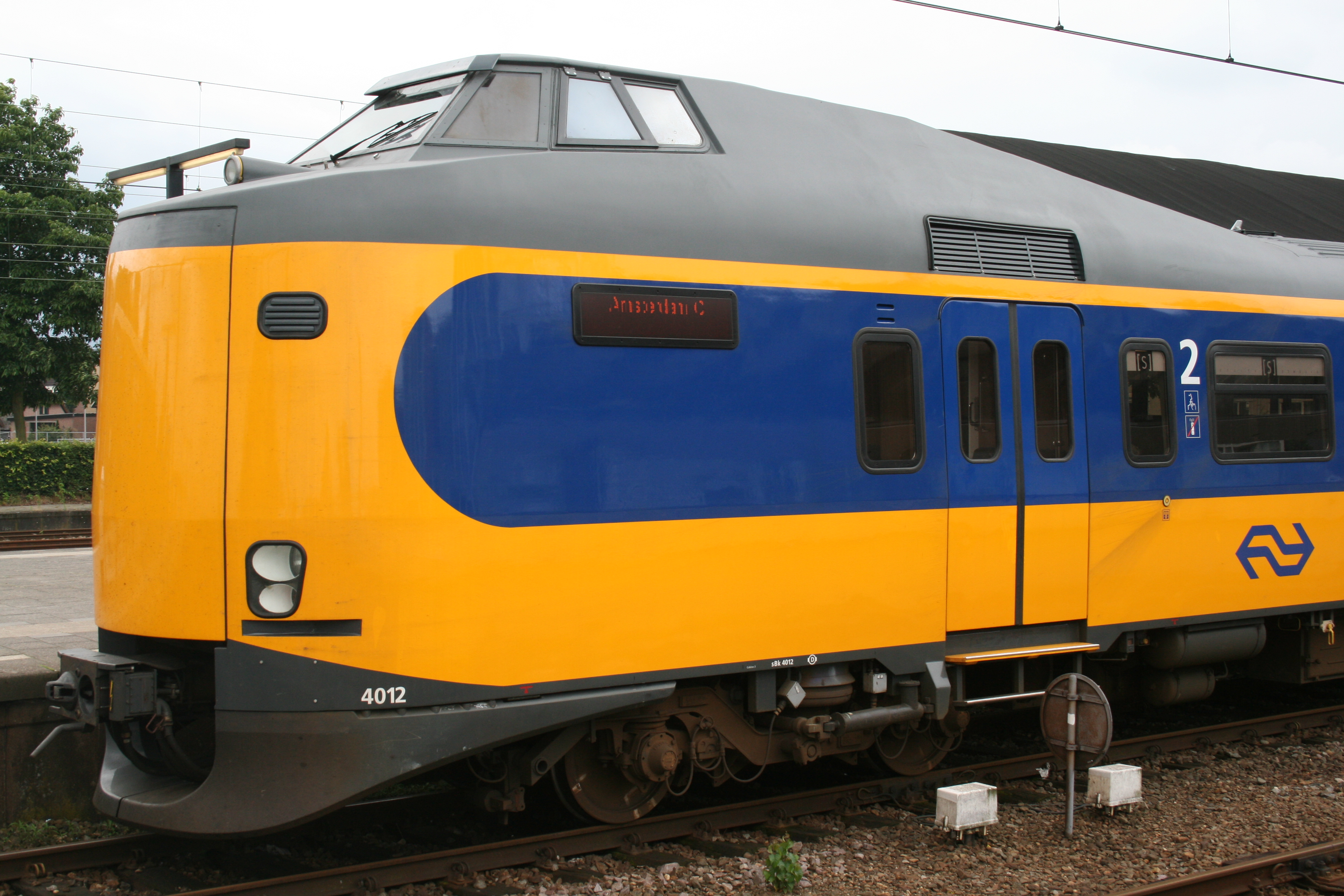
4012 em Apeldoorn

A partir de Novembro de 2006, o Koploper foi submetido a um processo de renovação. O primeiro comboio renovado entrou em serviço em Abril de 2007 e foi renovado pela NedTrain. Os comboios renovados são designados ICMm. Estes comboios renovados têm interiores modernizados e têm 13% mais lugares.
A aparência da 1ª classe e da 2ª classe é muito diferente, e essa diferença é muito aparente: tal como os SGMm, os lugares da 1ª classe são vermelhos e os lugares da 2ª classe são azuis. Na renovação, houve a adição de uma casa de banho acessível, ar condicionado, OBIS e monitores com a informação da viagem.
A renovação dos comboios 4011-4097 acabou em Junho de 2010. A renovação dos comboios de 4 carruagens aconteceu entre Fevereiro de 201 e Julho de 2011.

## Anúncios

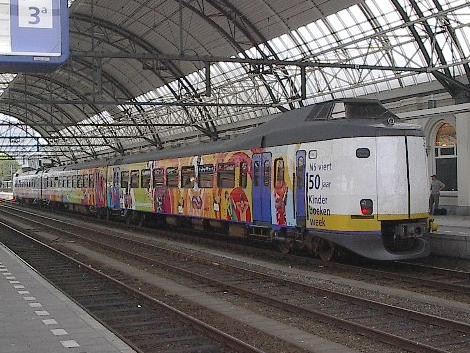
4028 em Zwolle

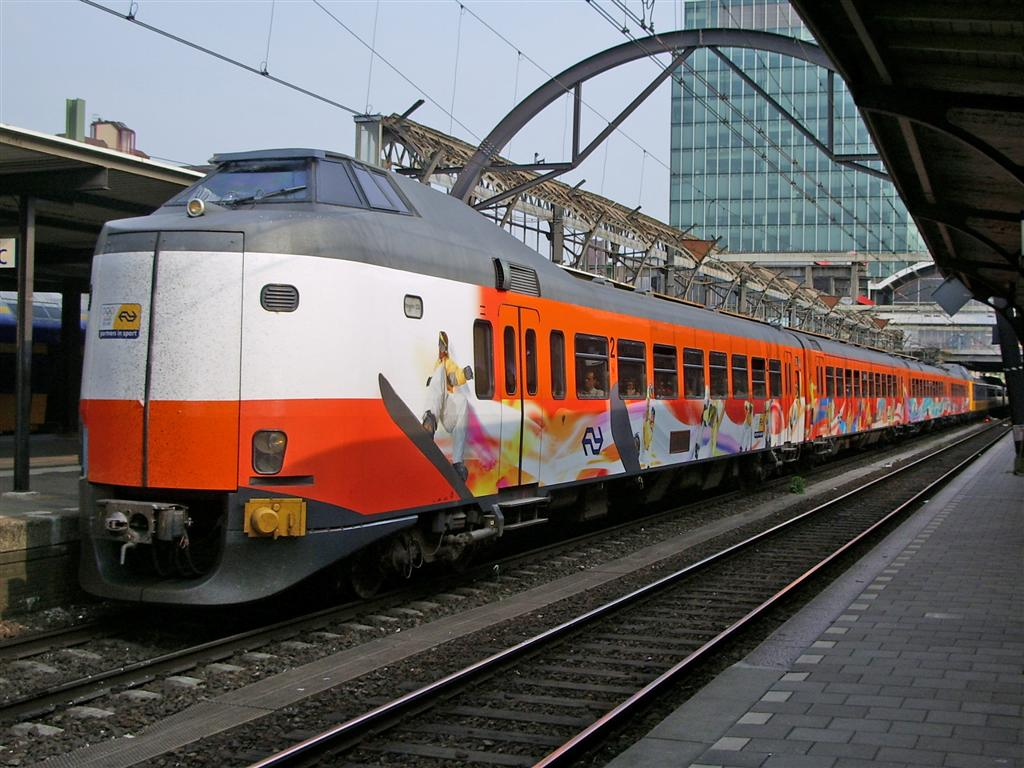
Pintura olímpica

Entre 1986 e 2002, muitos comboiois Koploper tinham anúncios.
- Em 1986, dois comboios foram pintados com cores de companhias aéreas: 4011 foi pintado com cores da KLM e 4012 foi pintado com cores da Martinair.
- 4011, 4012 e 4024 foram pintados com as cores de Aegon.
- 4050 foi pintado com cores da Randstad NV e mais tarde com cores de "De Lage Landen".
- 4023 foi pintado com anúncios do Museu de Groninger, mas com as cores da Nederlandse Spoorwegen.
- 4028 foi pintado temporariamente como um comboio da Semana dos Livros das Crianças.
- 4201, 4240 e 4241 foram pintados em cor-de-laranja, com anúncios dos Jogos Olímpicos. Os comboios VIRM 9520 e 9525 também tiveram anúncias dos Jogos Olímpicos em laranja, mas estes anúncios foram removidos na renovação.

## Serviços
| Series | Tipo de Serviço | Rota | Comboios usados | Notas                                            |                                               |
| ------ | --------------- | --- | --------------- | ------------------------------------------------ | --------------------------------------------- |
| 500    | Intercity       | Rotterdam Centraal – Rotterdam Alexander – Gouda – Utrecht Centraal – Amersfoort – Zwolle – Assen – Groningen                                                       | ICM, DDZ        |                                                  |                                               |
| 600    | Intercity       | Rotterdam Centraal – Rotterdam Alexander – Gouda – Utrecht Centraal – Amersfoort – Zwolle – Meppel – Steenwijk – Heerenveen – Leeuwarden                            | ICM, DDZ        |                                                  |                                               |
| 700    | Intercity       | Den Haag Centraal – Leiden Centraal – Schiphol Airport – Amsterdam Zuid - Almere Centrum – Lelystad Centrum - Zwolle – Assen – Groningen                            | ICM, DDZ        |                                                  |                                               |
| 1400   | Nachtnet        | Utrecht Centraal – Amsterdam Centraal – Schiphol – Leiden Centraal – Den Haag HS – Delft – Rotterdam Centraal                                                       | ICM, DDZ, VIRM  |                                                  |                                               |
| 1500   | Intercity       | Amsterdam Centraal – Hilversum – Amersfoort - Apeldoorn – Deventer                                                                                                  | ICM             | Um comboio por hora atéDeventer                  |                                               |
| 1600   | Intercity       | Schiphol Airport – Amsterdam Zuid – Duivendrecht – Hilversum – Amersfoort – Apeldoorn – Deventer – Almelo – Hengelo – Enschede                                      | ICM, DDZ        |                                                  |                                               |
| 1700   | Intercity       | Den Haag Centraal – Gouda – Utrecht Centraal – Amersfoort – Apeldoorn – Deventer – Almelo – Hengelo – Enschede                                                      | ICM, DDZ        |                                                  |                                               |
| 1800   | Intercity       | Den Haag Centraal – Leiden Centraal – Schiphol Airport – Amsterdam Zuid - Almere Centrum – Lelystad Centrum - Zwolle – Meppel – Steenwijk – Heerenveen – Leeuwarden | ICM, DDZ        |                                                  |                                               |
| 1900   | Intercity       | Dordrecht - Breda - Tilburg - Eindhoven Centraal | ICM             | Quatro comboios por dia.                         |                                               |
| 2000   | Intercity       | Den Haag Centraal – Gouda – Utrecht Centraal | ICM, SLT        |                                                  |                                               |
| 2600   | Intercity       | Amsterdam Centraal – Almere Centrum | ICM             |                                                  |                                               |
| 6200   | Intercity       | Sprinter | ICM             | Assen – Haren - Groningen Europapark – Groningen |                                               |
| 8100   | Sprinter        | Zwolle – Meppel – Hoogeveen – Beilen – Assen – Haren - Groningen Europapark – Groningen                                                                             | ICM             | DDZ en ICM                                       | Um comboio por hora aos Sábados até às 16:00. |
| 9000   | Sprinter        | Meppel – Steenwijk – Wolvega – Heerenveen – Akkrum – Grou-Jirnsum – Leeuwarden                                                                                      | ICM             |                                                  |                                               |
| 11400  | Intercity       | Rotterdam Centraal - Gouda | ICM, VIRM       |                                                  |                                               |
| 11600  | Intercity       | Schiphol Airport – Amsterdam Zuid – Duivendrecht – Hilversum – Amersfoort – Amersfoort Schothorst                                                                   | ICM, VIRM       |                                                  |                                               |
| 11700  | Intercity       | Den Haag Centraal – Gouda – Utrecht Centraal – Amersfoort – Amersfoort Schothorst                                                                                   | ICM, VIRM       |                                                  |                                               |

## Galeria

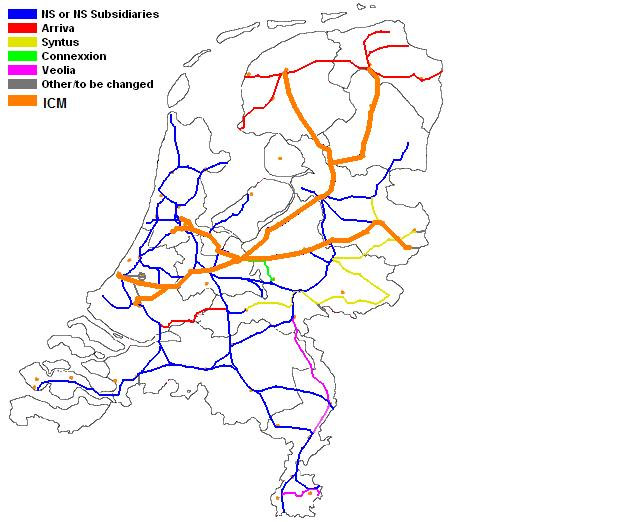
Área de atuação para o horário de 2010.
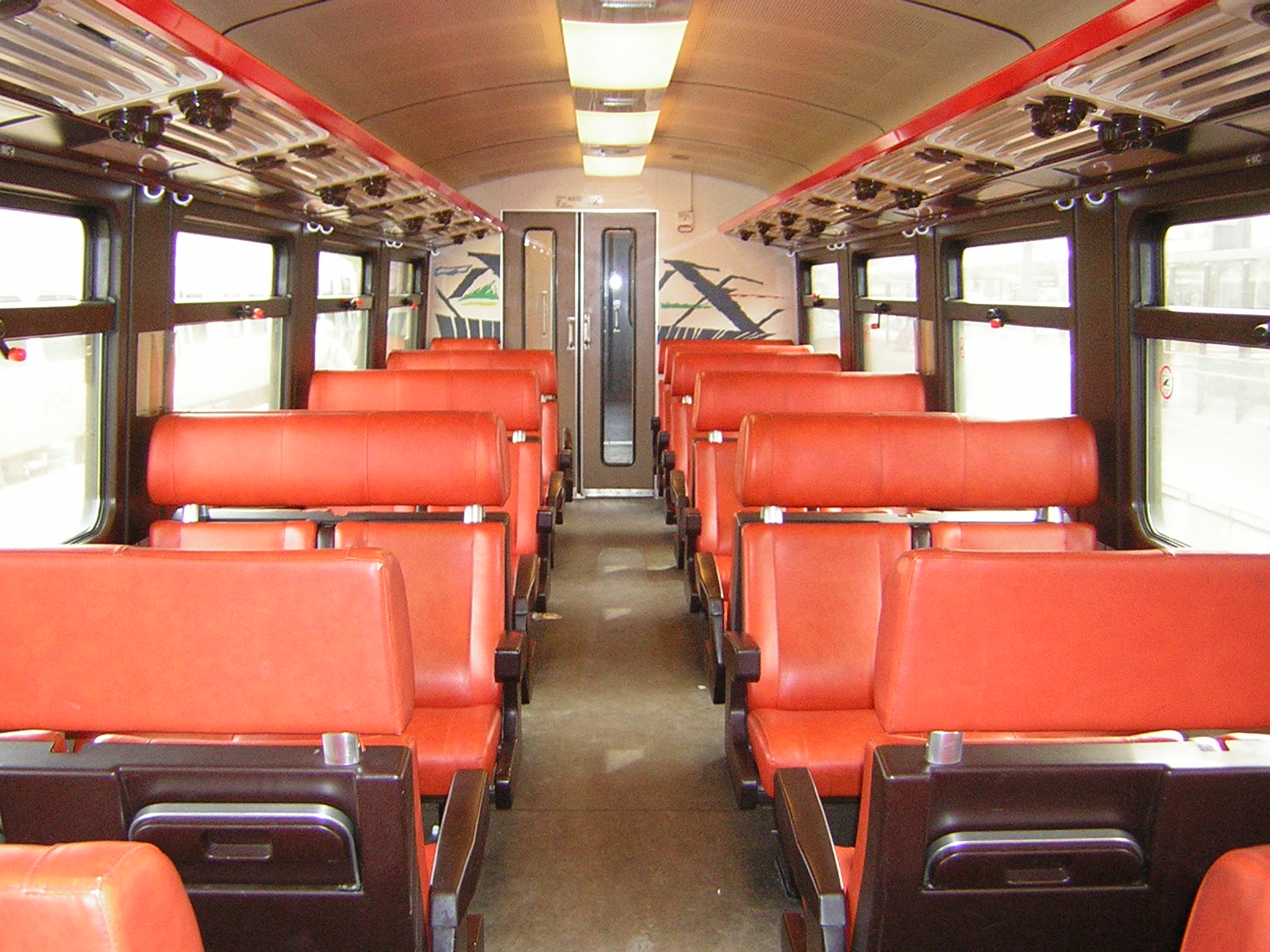
2ª classe, interior não reformado do 4020.
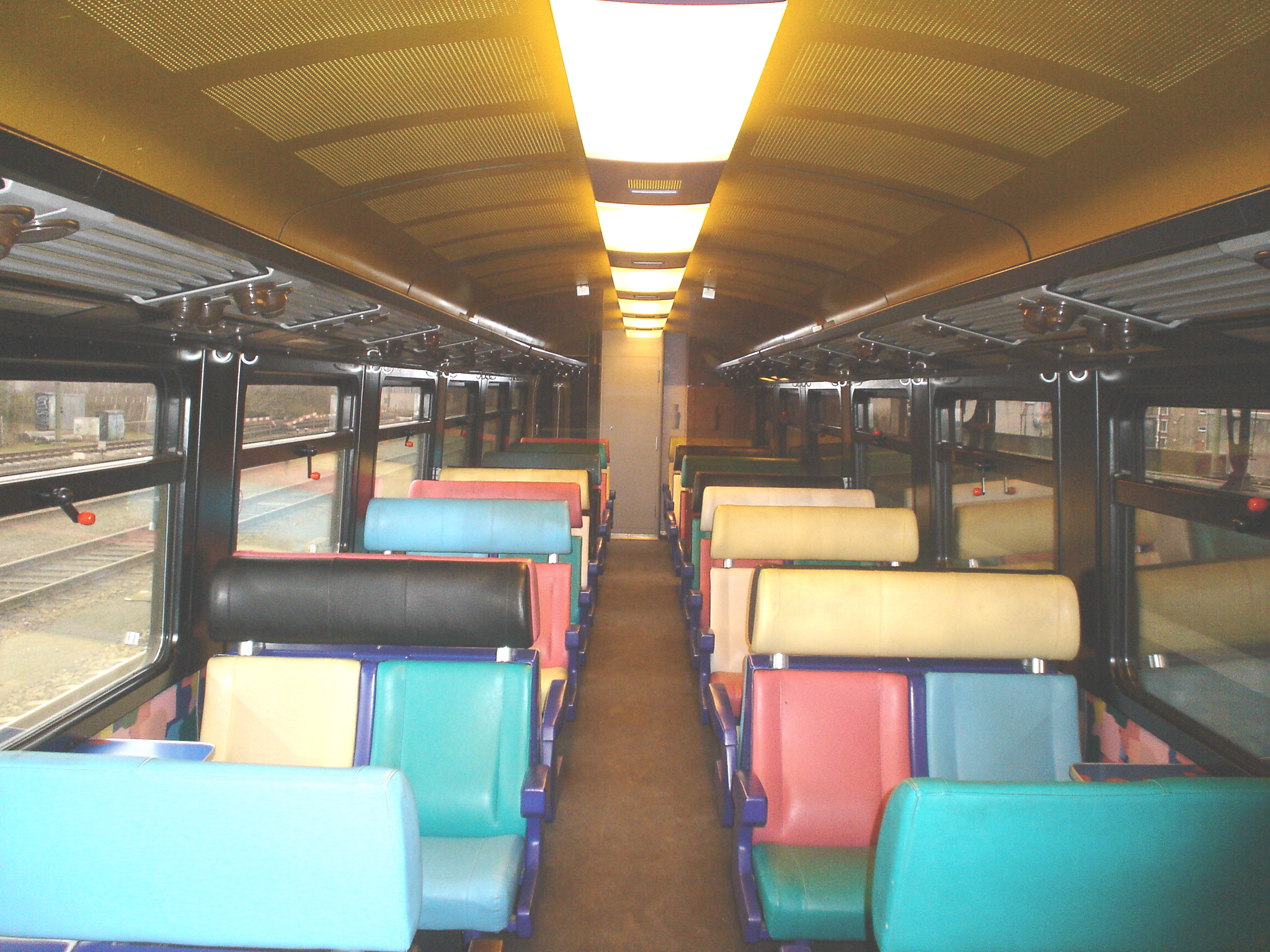
Interior de 2ª classe do 4023, design exclusivo para pinturas especiais.
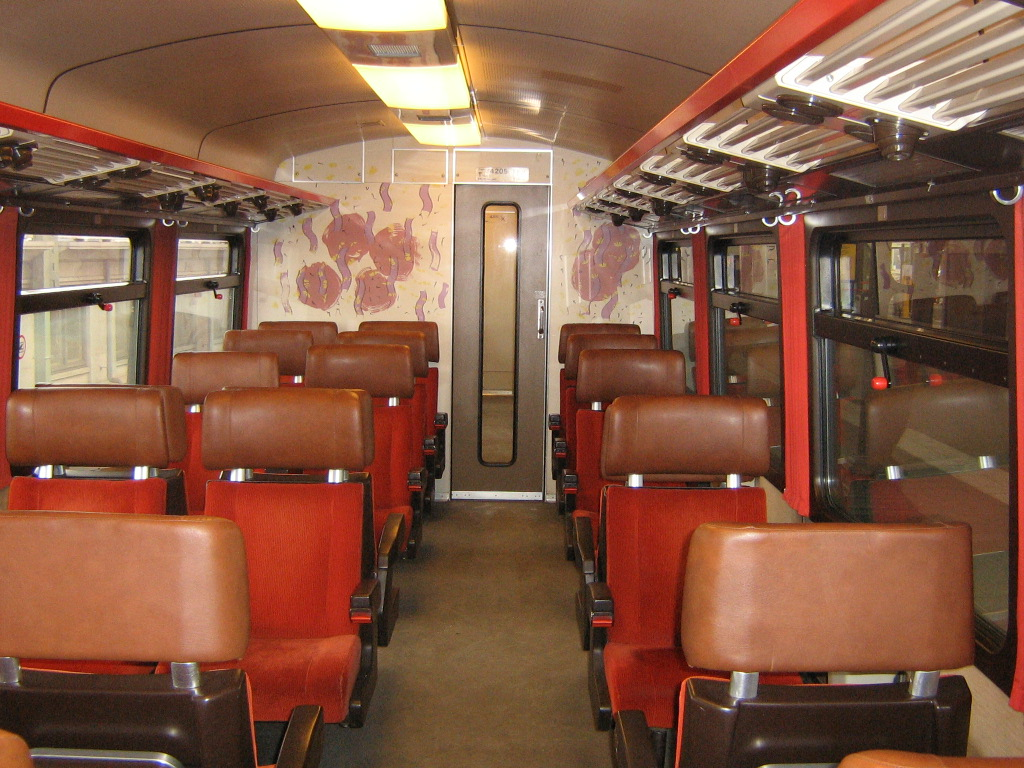
1ª classe, interior não reformado do 4205.
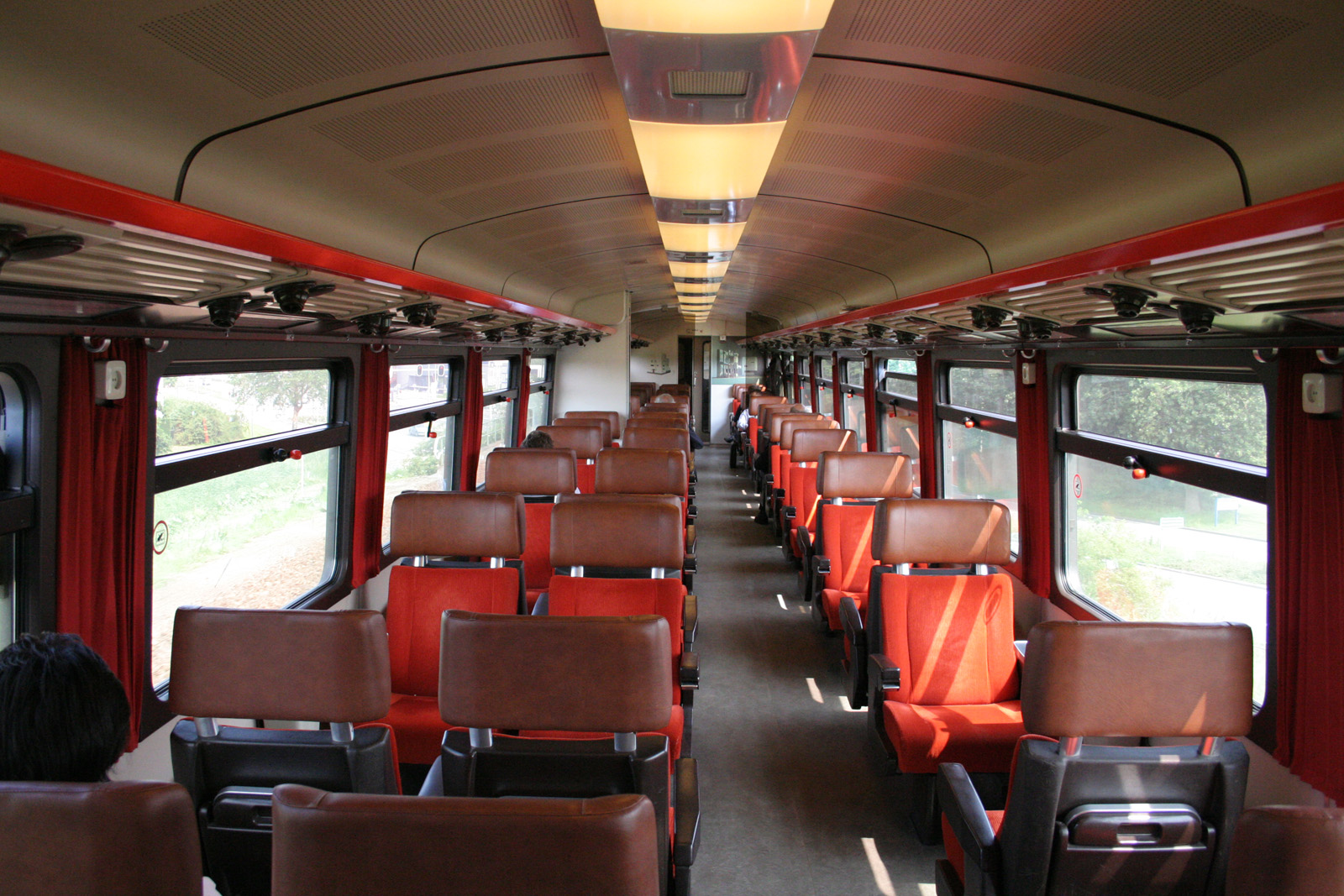
O interior de 1ª classe da unidade especial 4444.
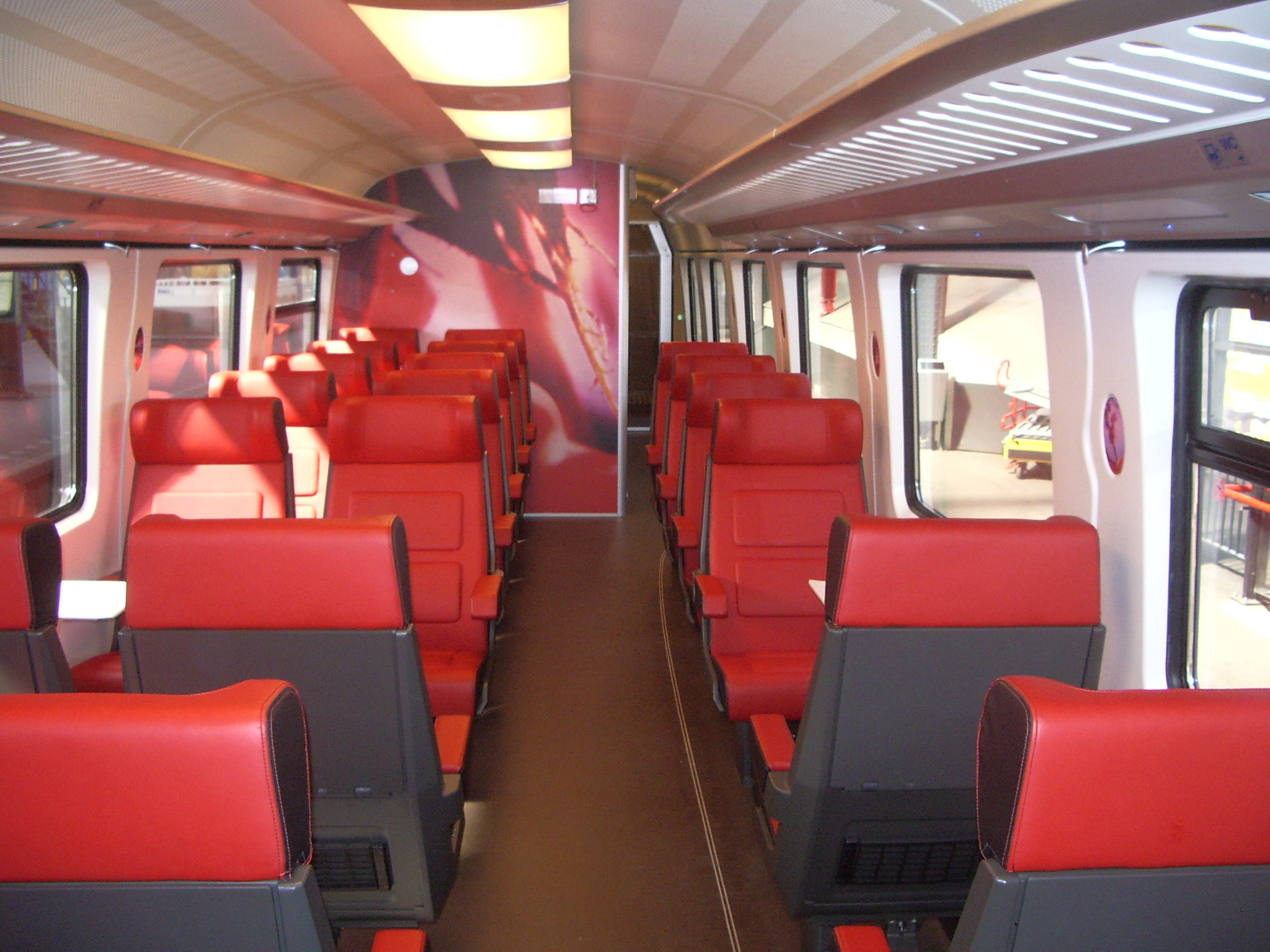
1ª classe, interior reformado do 4011.
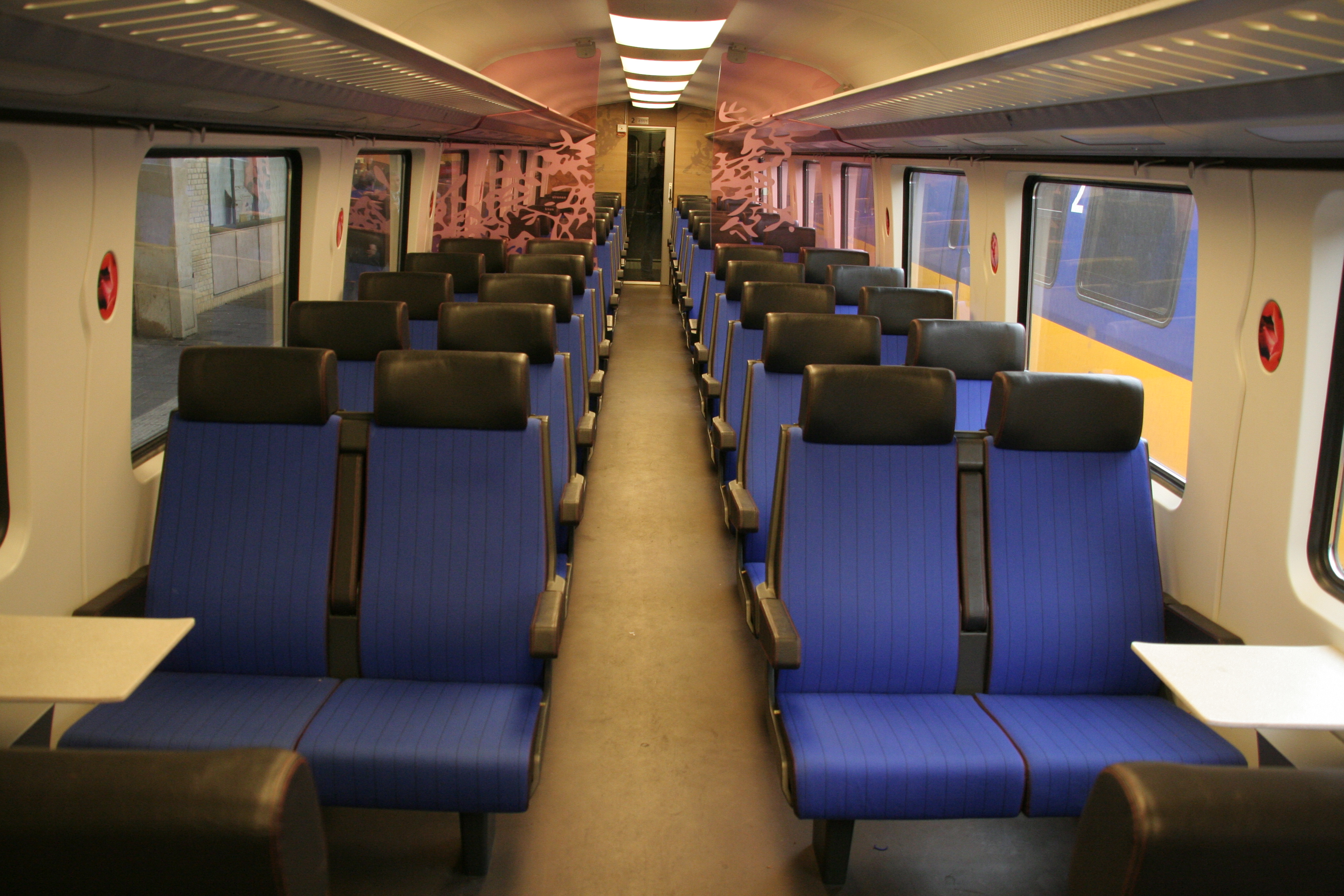
2ª classe, interior reformado.
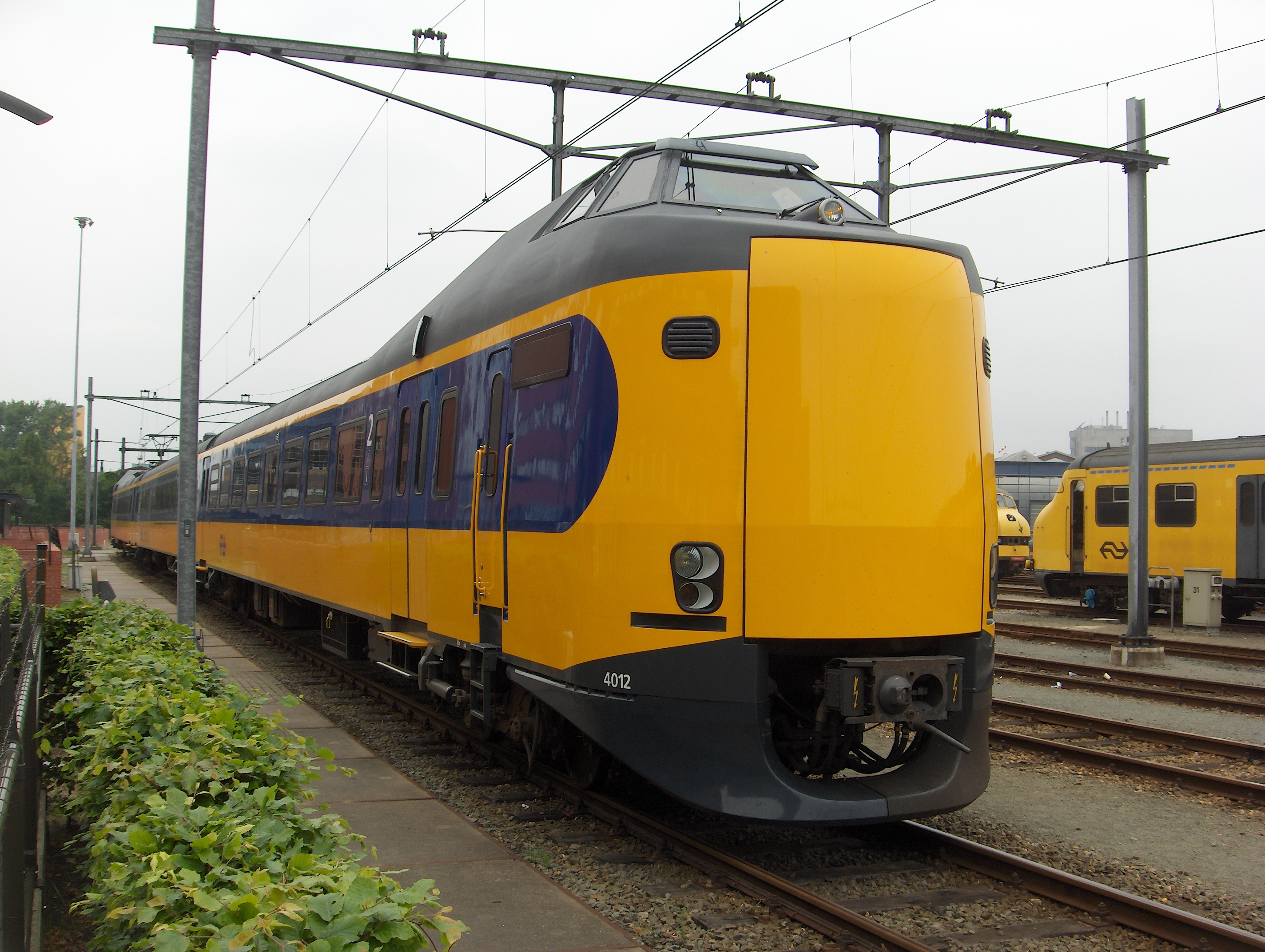
Comboio reformado 4012.
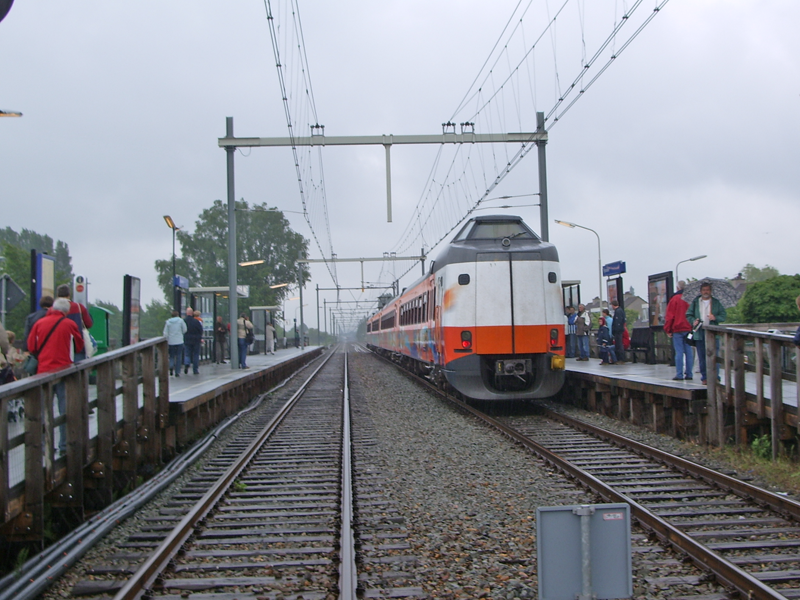
Comboio com pintura olímpica em Pijnacker (agora estação RandstadRail).
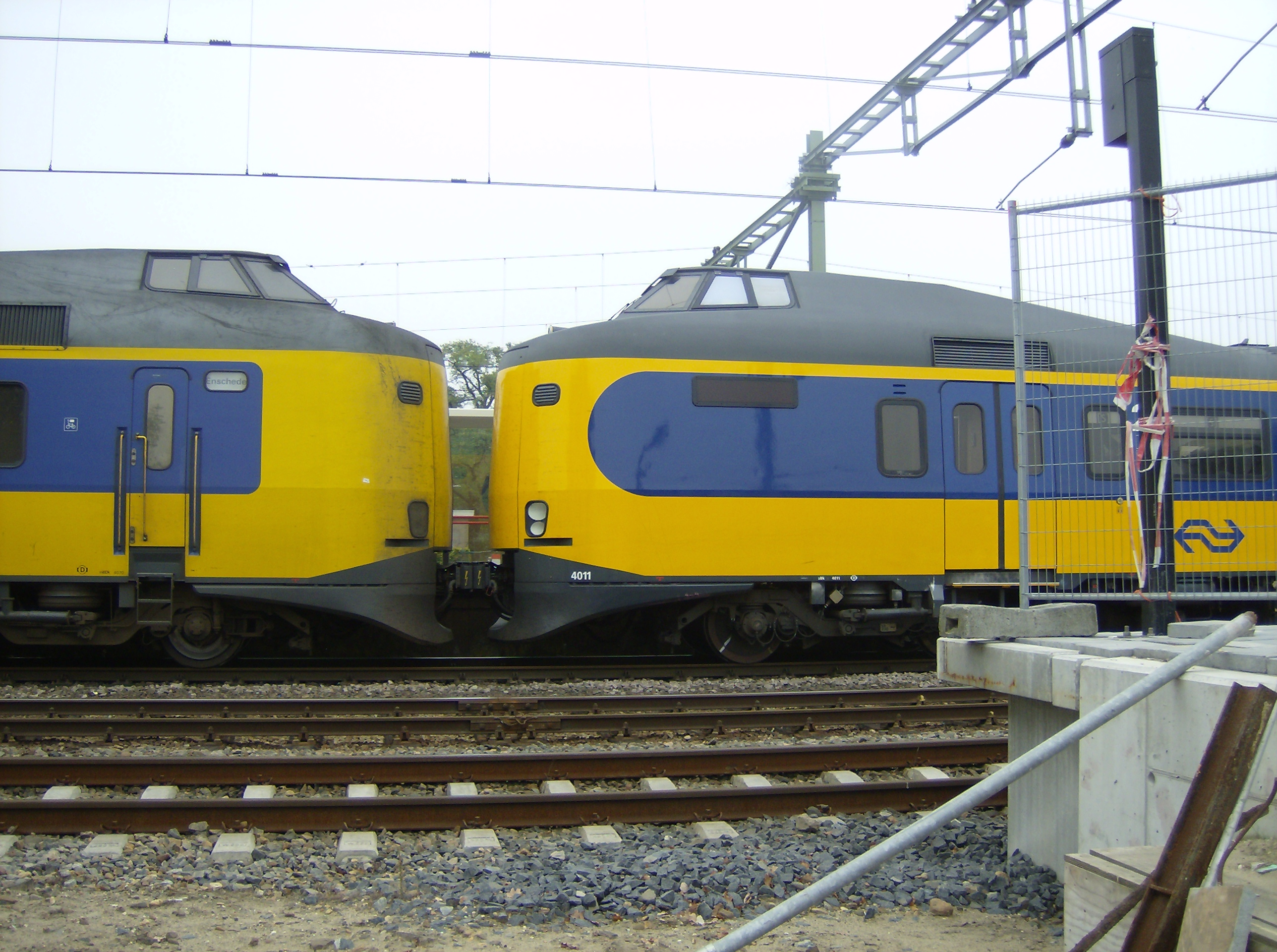
A diferença nas extremidades da cabine (esquerda não reformada, direita reformada).
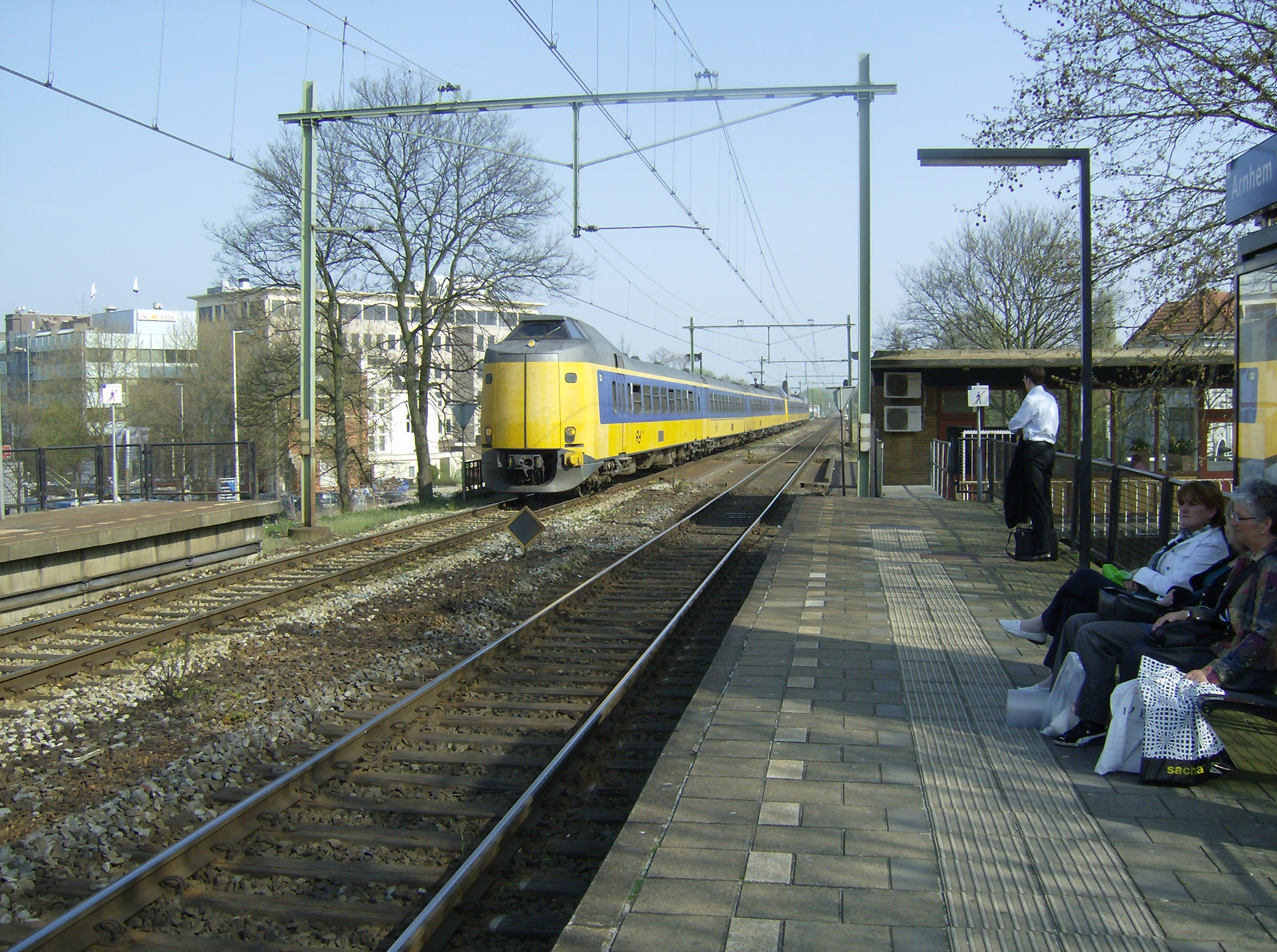
Comboio não reformados passando por Arnhem Velperpoort em 2007.
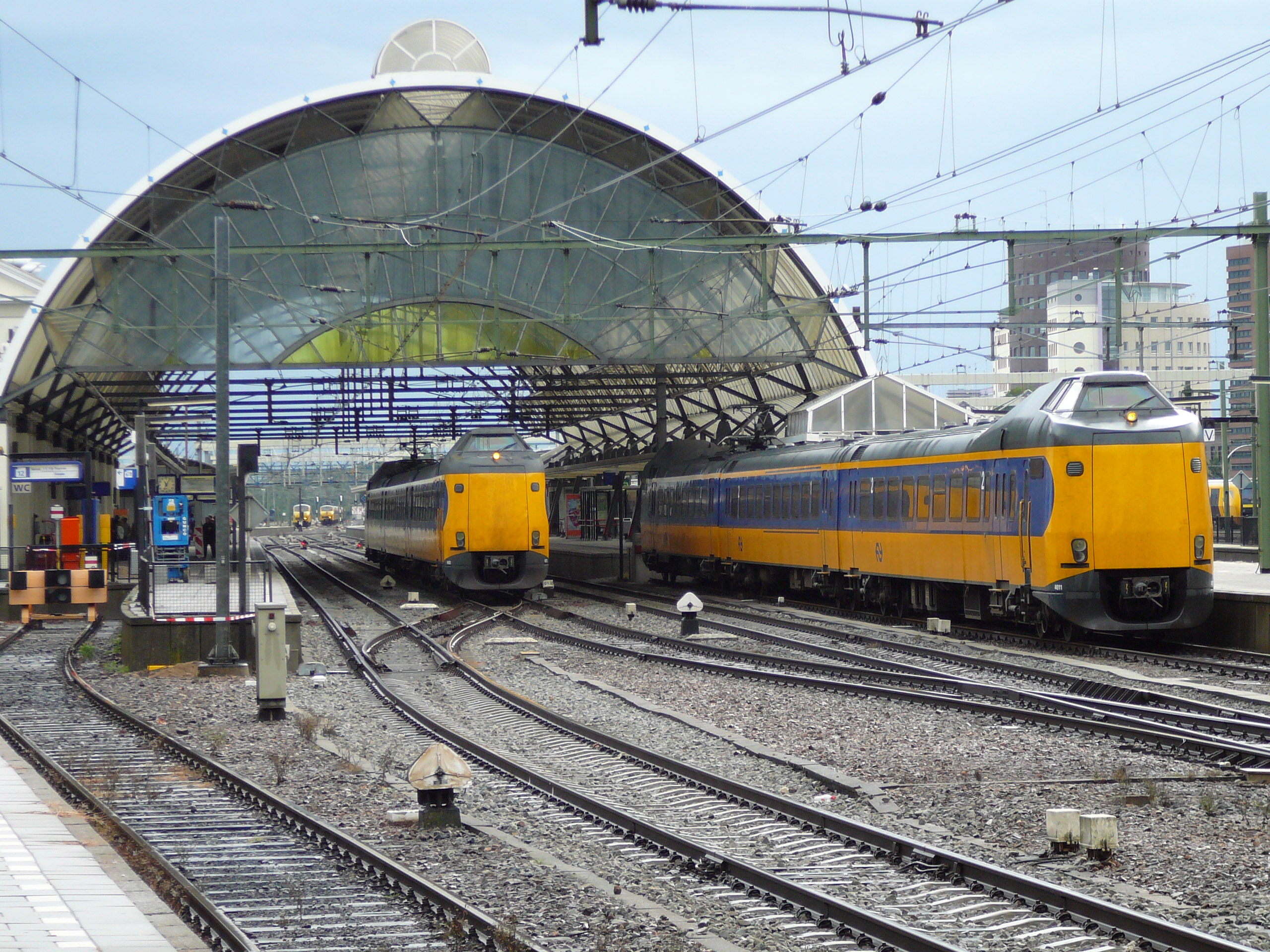
Comboio reformados 4011 e 4012 em Zwolle .
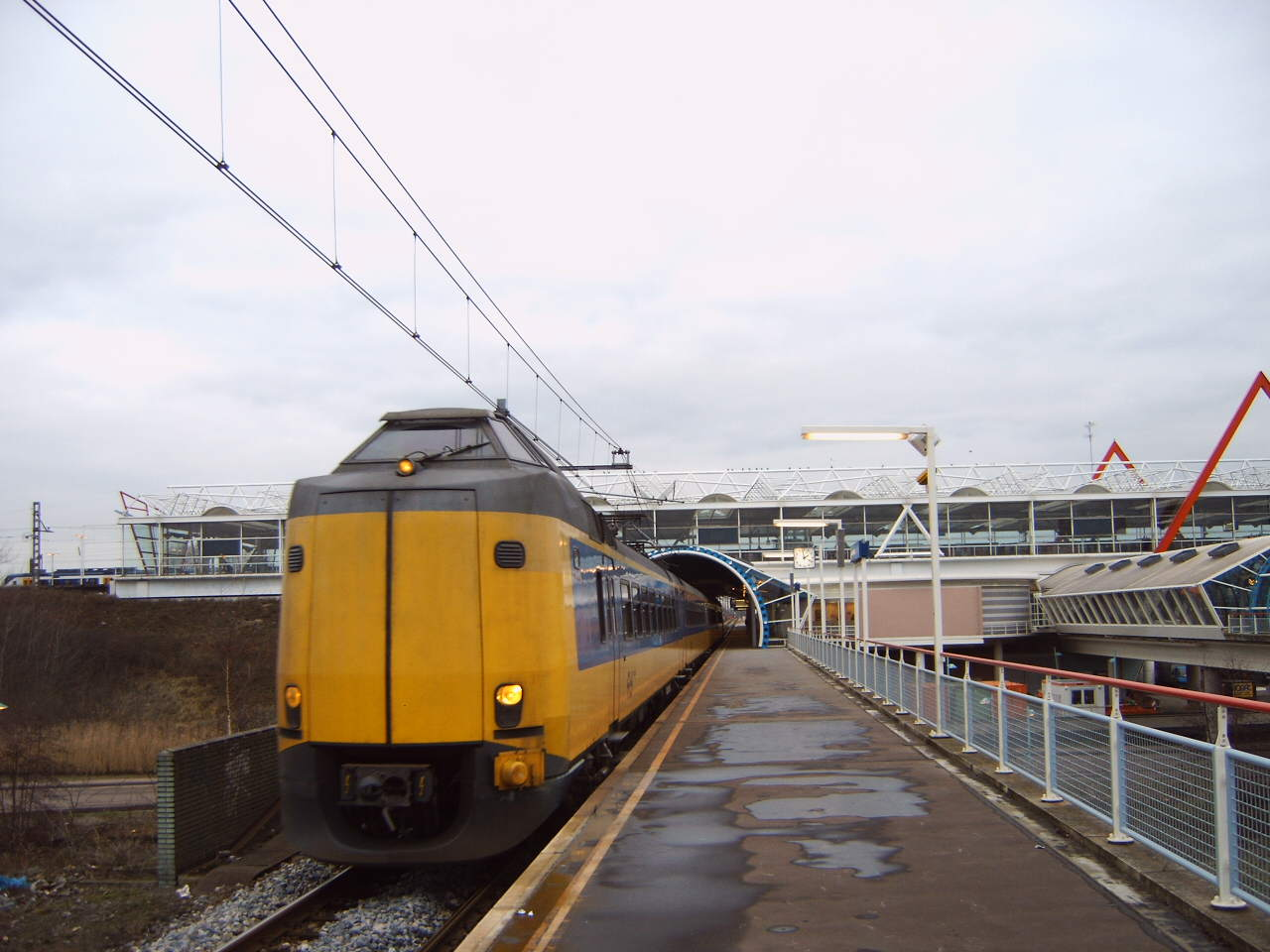
Comboio não reformado em Duivendrecht (nível inferior).
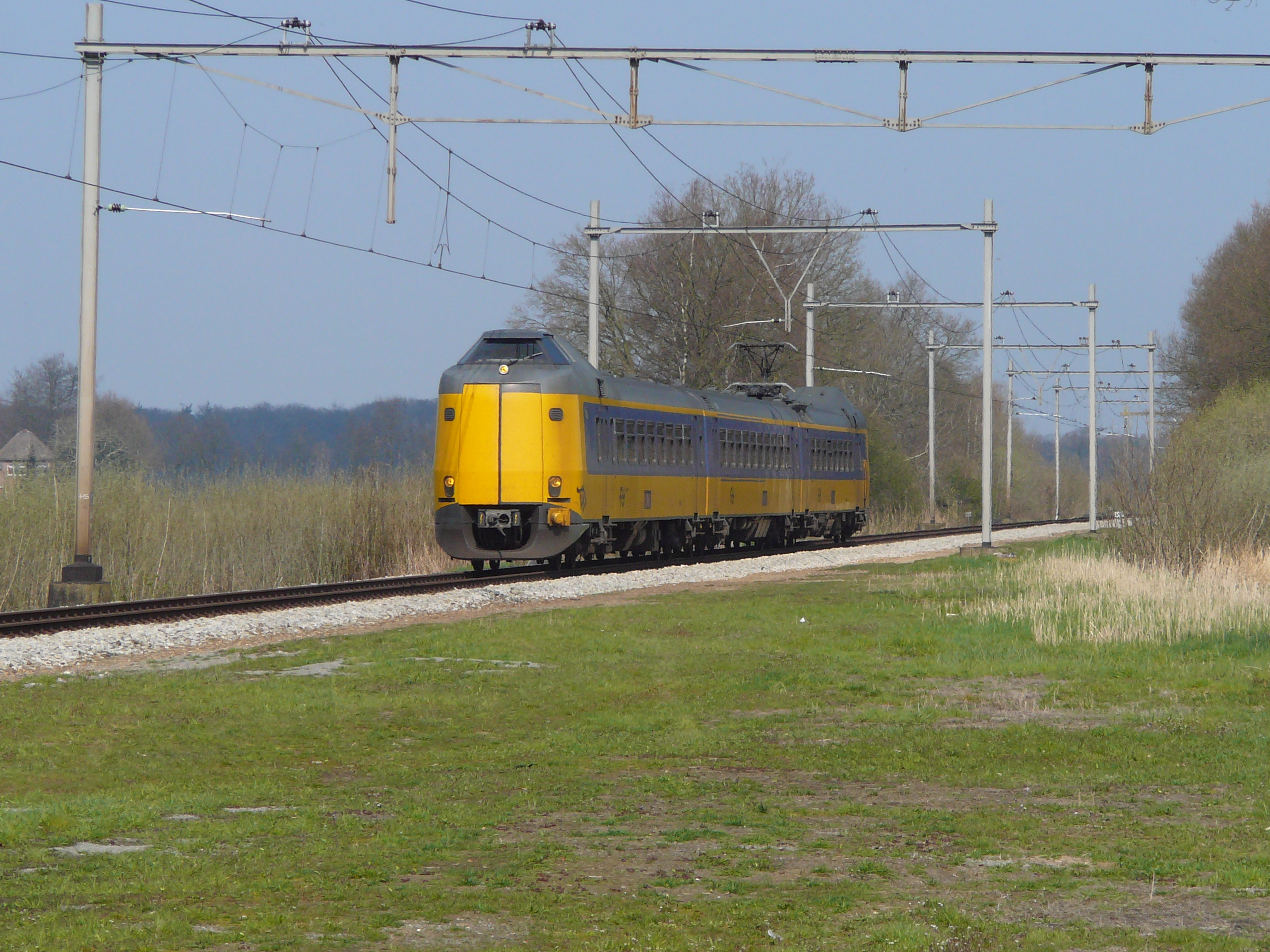
Comboio não reformado 4085 a chegar a Deventer oriundo de Zwolle.
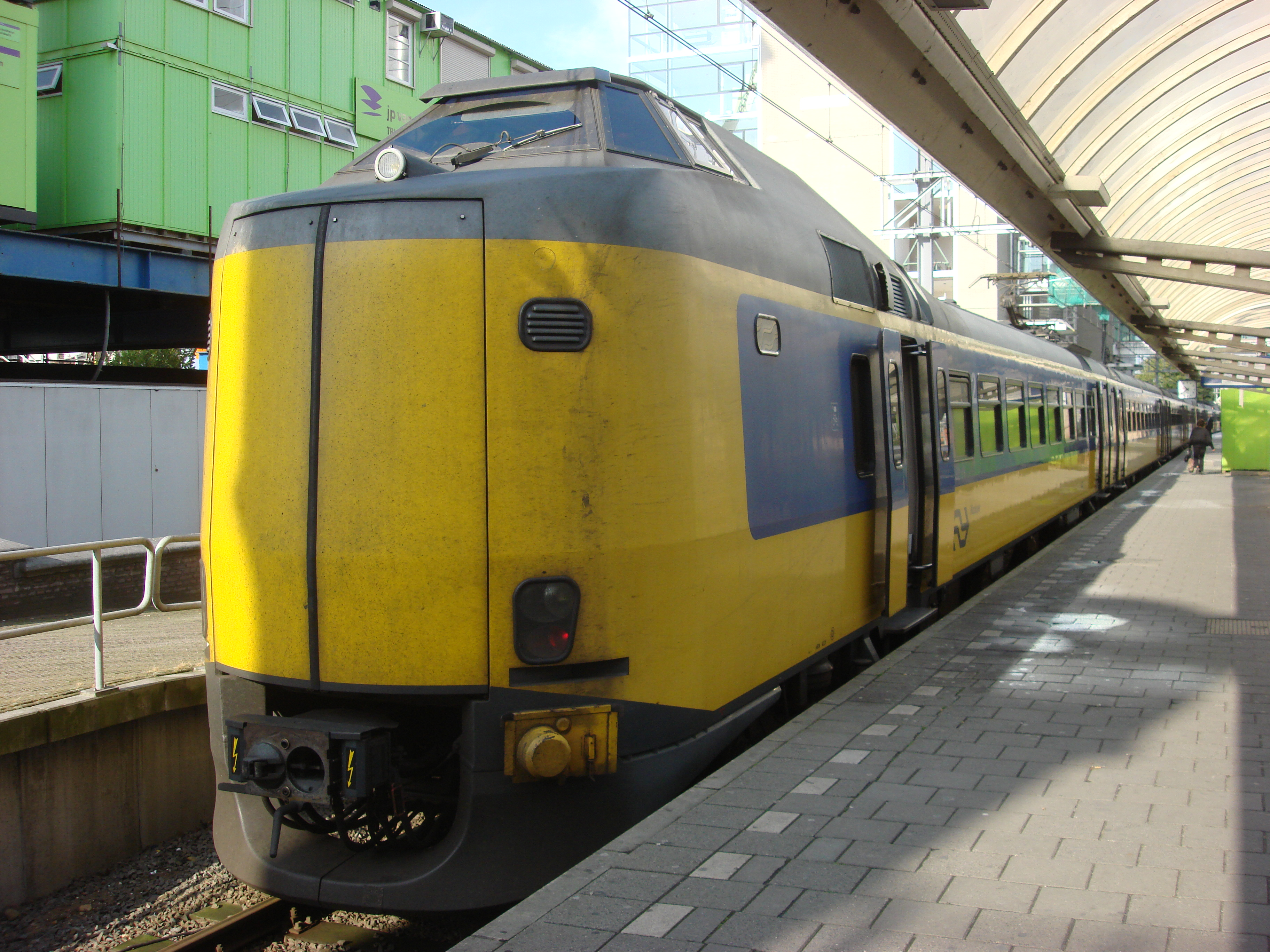
Comboio não reformado na plataforma 1 do Amsterdam Centraal .
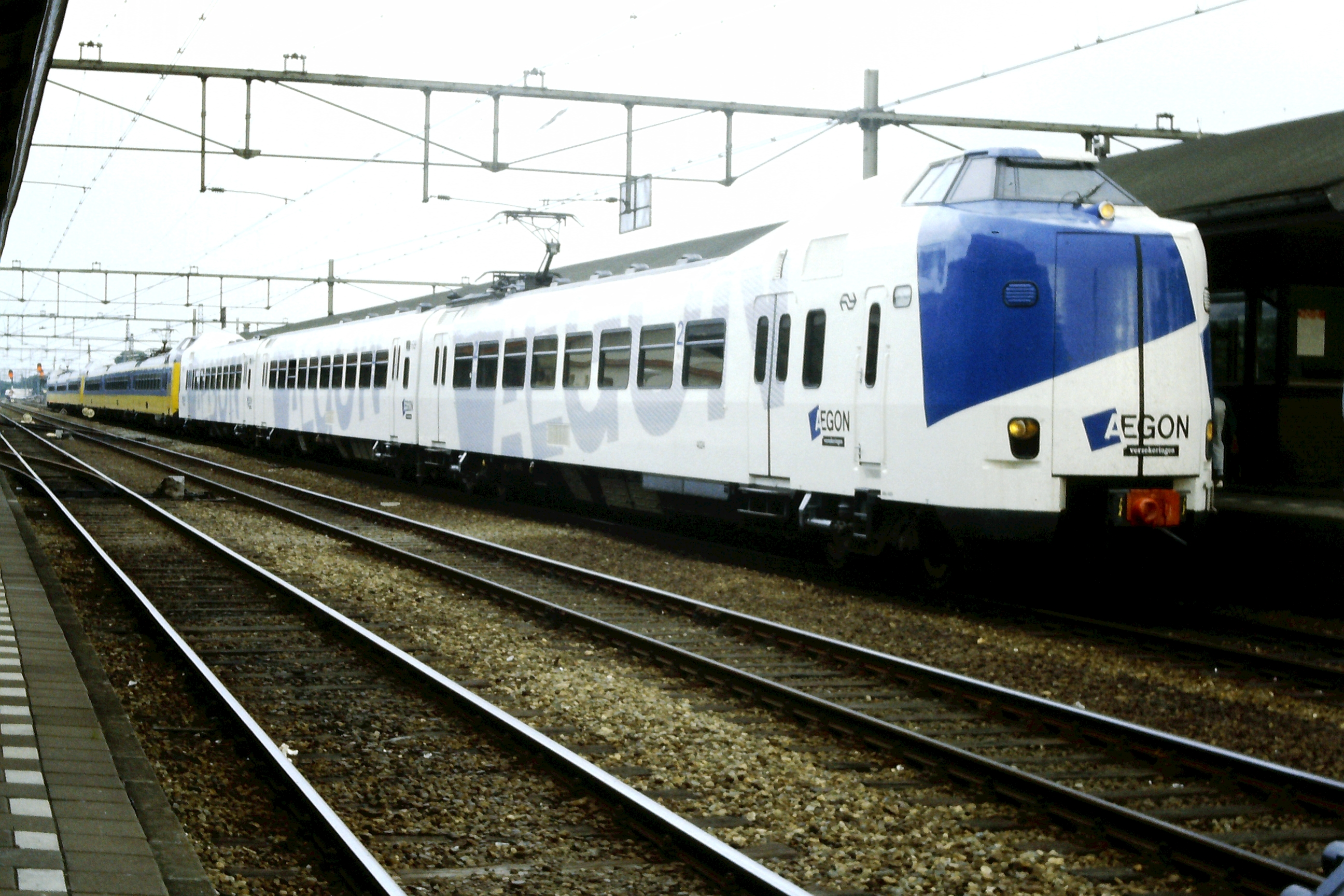
Anúncio da ICM com a Aegon em Apeldoorn .